# Canton de Routot
Le canton de Routot est une ancienne division administrative française située dans le département de l'Eure et la région Haute-Normandie.

## Géographie
Ce canton était organisé autour de Routot dans l'arrondissement de Bernay. Son altitude variait de 1 m (Barneville-sur-Seine) à 148 m (Hauville) pour une altitude moyenne de 137 m.

## Histoire
- 10 septembre 1926 : l'arrondissement de Pont-Audemer est supprimé à la suite du décret Poincaré. Le canton de Routot est transféré à l'arrondissement de Bernay.

## Représentation

### Conseillers d'arrondissement (de 1833 à 1940)
Le canton de Routot appartenait à l'arrondissement de Pont-Audemer jusqu'à sa disparition en 1926.
| Période                                  | Période      | Identité                       | Étiquette                   | Qualité |
| ---------------------------------------- | ------------ | ------------------------------ | --------------------------- | --- |
| 1833                                     | 1847 (décès) | Jean Louis Billard (1780-1847) |                             | Propriétaire, maire de Rougemontiers                                                                        |
| 1848                                     | 1867         | Victor Truffley                |                             | Propriétaire à Éturqueraye                                                                                  |
| 1867                                     | 1869 (décès) | Louis Billard (1804-1869)      |                             | Maire de Rougemontiers                                                                                      |
|                                          |              |                                |                             | |
| 1886                                     | 1904 (décès) | M. Trufley                     | Républicain                 | Maire de Bourg-Achard                                                                                       |
| 1904                                     | 1922         | Émile Bréauté                  | Républicain antiministériel | Propriétaire à Honguemare-Guenouville                                                                       |
|                                          |              |                                |                             | |
| 1937                                     | 1940         | Raphaël Longuemare             | RG                          | Agriculteur à Bosgouet                                                                                      |
|                                          |              |                                |                             | |
| 1889                                     |              | Mattard                        | Républicain                 | |
| 1940                                     |              |                                |                             | Les conseils d'arrondissement ont été suspendus par la loi du 12 octobre 1940 et n'ont jamais été réactivés |
| Les données manquantes sont à compléter. |              |                                |                             | |

### Conseillers généraux de 1833 à 2015
| Période | Période          | Identité                                                 | Étiquette           | Qualité                                                                                                 |
| ------- | ---------------- | -------------------------------------------------------- | ------------------- | --- |
| 1833    | 1842             | Alexandre-Joseph Legendre                                | Opposition libérale | Avocat Député (1829-1834, 1837, 1842-1846, 1848-1849)                                                   |
| 1842    | 1852             | Alexandre Félix Licquet (1790-?)                         |                     | Médecin, maire de Bourg-Achard                                                                          |
| 1852    | 1866 (décès)     | Odon Charles Joseph comte de Chaumont, marquis de Quitry | Majorité dynastique | Chambellan de l'Empereur Napoléon III Propriétaire du château du Landin Député de la Sarthe (1854-1863) |
| 1866    | 1876 (démission) | Louis Lereffait                                          |                     | Propriétaire à Rougemontiers                                                                            |
| 1876    | 1900 (décès)     | Jean Barthélemy Hyacinthe Mattard (1840-1900)            | Républicain         | Négociant en grains Maire de Bouquetot                                                                  |
| 1901    | 1937             | André Mattard (fils du précédent)                        | RG puis Rad.        | Négociant à Bourg-Achard Maire de Bouquetot                                                             |
| 1937    | 1940             | Maurice Duramé                                           | URD                 | Conseiller municipal de Routot, conseiller d'arrondissement Nommé conseiller départemental en 1943      |
|         |                  |                                                          |                     | |
| 1945    | 1976             | Guy de Milleville (1906-1996)                            | CNIP-RI             | Notaire, maire de Routot                                                                                |
| 1976    | 1982             | Claude Michel                                            | PS                  | Instituteur - Député (1973-1986) Conseiller régional, conseiller municipal de Bernay                    |
| 1982    | 1988             | Charles Hulin                                            | UDF                 | Maire de Caumont                                                                                        |
| 1988    | 2008             | Claude Hurabielle                                        | UDF puis DVD        | Médecin généraliste Maire de Bourg-Achard                                                               |
| 2008    | 2015             | Bernard Christophe                                       | PS                  | Président d'Eure Expansion Conseiller municipal de Saint-Ouen-de-Thouberville                           |

## Composition
Le canton de Routot regroupait dix-huit communes.
| Nom                        | Code Insee | Intercommunalité                  | Superficie (km2) | Population (dernière pop. légale) | Densité (hab./km2) |
| -------------------------- | ---------- | --------------------------------- | ---------------- | --------------------------------- | ------------------ |
| Routot (chef-lieu)         | 27500      | CC de Pont-Audemer / Val de Risle | 6,61             | 1 499 (2014)                      | 227                |
| Barneville-sur-Seine       | 27039      | CC Roumois Seine                  | 8,77             | 498 (2014)                        | 57                 |
| Bosgouet                   | 27091      | CC Roumois Seine                  | 9,55             | 648 (2014)                        | 68                 |
| Bouquetot                  | 27102      | CC Roumois Seine                  | 13,07            | 1 092 (2014)                      | 84                 |
| Bourg-Achard               | 27103      | CC Roumois Seine                  | 12,32            | 3 405 (2014)                      | 276                |
| Caumont                    | 27133      | CC Roumois Seine                  | 6,00             | 1 018 (2014)                      | 170                |
| Cauverville-en-Roumois     | 27134      | CC Roumois Seine                  | 3,24             | 241 (2014)                        | 74                 |
| Étréville                  | 27227      | CC Roumois Seine                  | 11,23            | 661 (2014)                        | 59                 |
| Éturqueraye                | 27228      | CC Roumois Seine                  | 6,72             | 277 (2014)                        | 41                 |
| Hauville                   | 27316      | CC Roumois Seine                  | 14,69            | 1 299 (2014)                      | 88                 |
| La Haye-Aubrée             | 27317      | CC Roumois Seine                  | 7,50             | 468 (2014)                        | 62                 |
| La Haye-de-Routot          | 27319      | CC Roumois Seine                  | 2,51             | 293 (2014)                        | 117                |
| Honguemare-Guenouville     | 27340      | CC Roumois Seine                  | 9,30             | 671 (2014)                        | 72                 |
| Le Landin                  | 27363      | CC Roumois Seine                  | 3,15             | 193 (2014)                        | 61                 |
| Rougemontier               | 27497      | CC de Pont-Audemer / Val de Risle | 11,96            | 1 002 (2014)                      | 84                 |
| Saint-Ouen-de-Thouberville | 27580      | CC Roumois Seine                  | 6,32             | 2 345 (2014)                      | 371                |
| La Trinité-de-Thouberville | 27661      | CC Roumois Seine                  | 3,33             | 439 (2014)                        | 132                |
| Valletot                   | 27669      | CC Roumois Seine                  | 5,79             | 372 (2014)                        | 64                 |

## Démographie
| 1962  | 1968  | 1975  | 1982   | 1990   | 1999   | 2006   | 2011   | 2012   |
| ----- | ----- | ----- | ------ | ------ | ------ | ------ | ------ | ------ |
| 8 326 | 8 753 | 9 914 | 11 224 | 12 051 | 13 001 | 14 387 | 15 554 | 15 741 |